# Agner Erlang
Agner Krarup Erlang (Lønborg, 1 januari 1878 – Kopenhagen, 3 februari 1929) was een Deense wiskundige, statisticus en ingenieur.
Erlang kreeg vooral bekendheid door zijn werk met wachttijdberekeningen bij het opzetten van telefoonverbindingen. De eenheid voor telefoonverkeer, de erlang, is naar hem genoemd, evenals een kansverdeling, namelijk de Erlang-verdeling.